# 丹麦
丹麦（丹麥語：Danmark，發音：[ˈtænmɑk] ⓘ），是位于斯堪的纳维亚最南端的北歐國家，总面积42,943平方公里（16,580平方英里），在北欧五国中纬度最低，北倚瑞典西南部，挪威南部，南靠與德国北部接壤，是其欧洲部分唯一的陆上边境。丹麦或称丹麦本土，由日德兰半岛北部和菲英岛、西兰岛、北日德兰岛等406个岛屿组成，是丹麦王国（丹麥語：Kongeriget Danmark）的主体部分，也是整个丹麦王国中人口最多，都市区最集中的构成国。它有593.5万人口（2023年2月1日），其中80万人（加上周边都市圈共计有200万人）居住在首都和最大城市哥本哈根。丹麦人口最多的岛屿是首都所在的西兰岛，其次是菲英岛、北日德兰群岛和阿迈格岛。地形以低海拔的平原可耕地为主，还拥有沙质海岸和温和的气候。丹麦政体为君主立宪制下的议会民主制，并與丹麥王國架構下的两個构成國法羅群島和格陵蘭組成丹麥王國。丹麦在丹麦王国的架构下对海外属地具有绝对影响力，但在行政方面采取权力下放体系，法罗群岛于1948年起自治，而格陵兰於1979年建立地方自治，並且在2009年获得了进一步的自主权。
8世纪，统一的丹麦王国控制波罗的海成为海上强国。1397年，丹麦、挪威和瑞典组成了卡尔马联盟，该联盟一直维持到瑞典于1523年脱离。剩余的丹麦-挪威联合王国在17世纪经历了一系列战争，均被崛起的瑞典帝国击败，许多领土被割让。拿破仑战争后，挪威被并入瑞典，丹麦属地只剩下法罗群岛、格陵兰和冰岛。1848年的民族之春运动冲击了丹麦的君主制，1849年6月5日通过了丹麦宪法，结束了1660年建立的绝对君主制，引入了现行的议会制度。但暴涨的民族主义浪潮使得丹麦卷入了石勒苏益格-荷尔斯泰因领土纠纷中，与普鲁士王国的巨大差距使其在1864年的普丹战争中被击败，丢失了两个公国的控制权。
作为19世纪下半叶的工业化农产品出口国，丹麦在20世纪初引入了社会和劳动力市场改革，为当前的福利国家模式和先进的混合经济奠定了基础。丹麦在第一次世界大战期间保持中立，但列强为了削弱德意志帝国，于1920年将石勒苏益格的北半部归还给了它。二战期间，尽管丹麦已宣布保持中立，但仍在1940年4月遭到纳粹德国“威瑟堡行动”入侵，进攻开始的仅仅六个小时后，丹麦政府就宣布投降，创下了二战遭遇入侵国家的投降纪录。1943年后本土开始出现抵抗运动，而冰岛于1944年宣布独立。丹麦在1945年5月被苏联红军解放。苏联军队于1946年4月5日离开博恩霍尔姆，撤出丹麦领土。1973年，丹麦与格陵兰而非法罗群岛一起成为现在的欧盟成员，但丹麦保留自己的货币——丹麦克朗。
今天的丹麦是一个生活水平很高的发达国家，也是北约、北欧理事会、经合组织、欧安组织和联合国的创始成员，它还是申根区的一部分。丹麦与其斯堪的纳维亚邻国保持着密切的政治、文化和语言联系，丹麦语与挪威语和瑞典语在一定程度上可以相互理解。

## 词源
“Danmark”（丹麦语，英语为Denmark）这个名字的词源、“丹麦人”和“丹麦”之间的关系，以及丹麦作为一个统一王国的出现，都是学术界持续争论的话题。这主要集中在语素“Dan”以及它是指丹人还是历史人物丹（丹麦历史早期几位君主的名字）以及“mark”结尾的确切含义上，一些书目和中世纪文学作品对丹人所在地的描述各不相同，使得丹麦词源争议更加复杂。
大多数词源词典和手册都从一个意思是“平地”的词派生出“Dan”，与德语Tenne“打谷场”、英语den“洞穴”有关。“mark”被认为是指林地或边境，可能指的是石勒苏益格南部的边境森林，因为前后两个语素拼起来刚好可以大致代表丹麦传统的本土疆域（大片平原的日德兰半岛与荷尔施泰因-石勒苏益格地区）。
丹麦首次有记载的使用“Danmark”一词是在两块耶灵石，据信这两块符文石是由老戈姆（约955年）和其继承者蓝牙哈拉尔（约965年）竖立的。 两块石头中较大的一块被普遍引用为丹麦的“洗礼证书”(丹麦语：dåbsattest)，尽管在大石头上的“丹麦”ᛏᛅᚾᛘᛅᚢᚱᚴ "tanmaurk" ([danmɒrk]) 一词都使用宾格，而所有格 ᛏᛅᚾᛘᛅᚱᚴᛅᚱ “tanmarkar”（[danmarkaɽ]）出现在小石头上，与格形式的tąnmarku（发音为 [danmarkʊ]）出现在同期的Skivum石头上。丹麦的居民在宾格中被称为tani ([danɪ])，或“Danes”。
中文譯名中，最早由《瀛寰志略》收錄為嗹國，亦有嗹馬、領墨、吝因、丁抹、大尼、丹麻爾、大馬爾齊、盈黎馬祿加，低鈉馬爾加、黃旗國等译名。

## 历史

### 史前时期

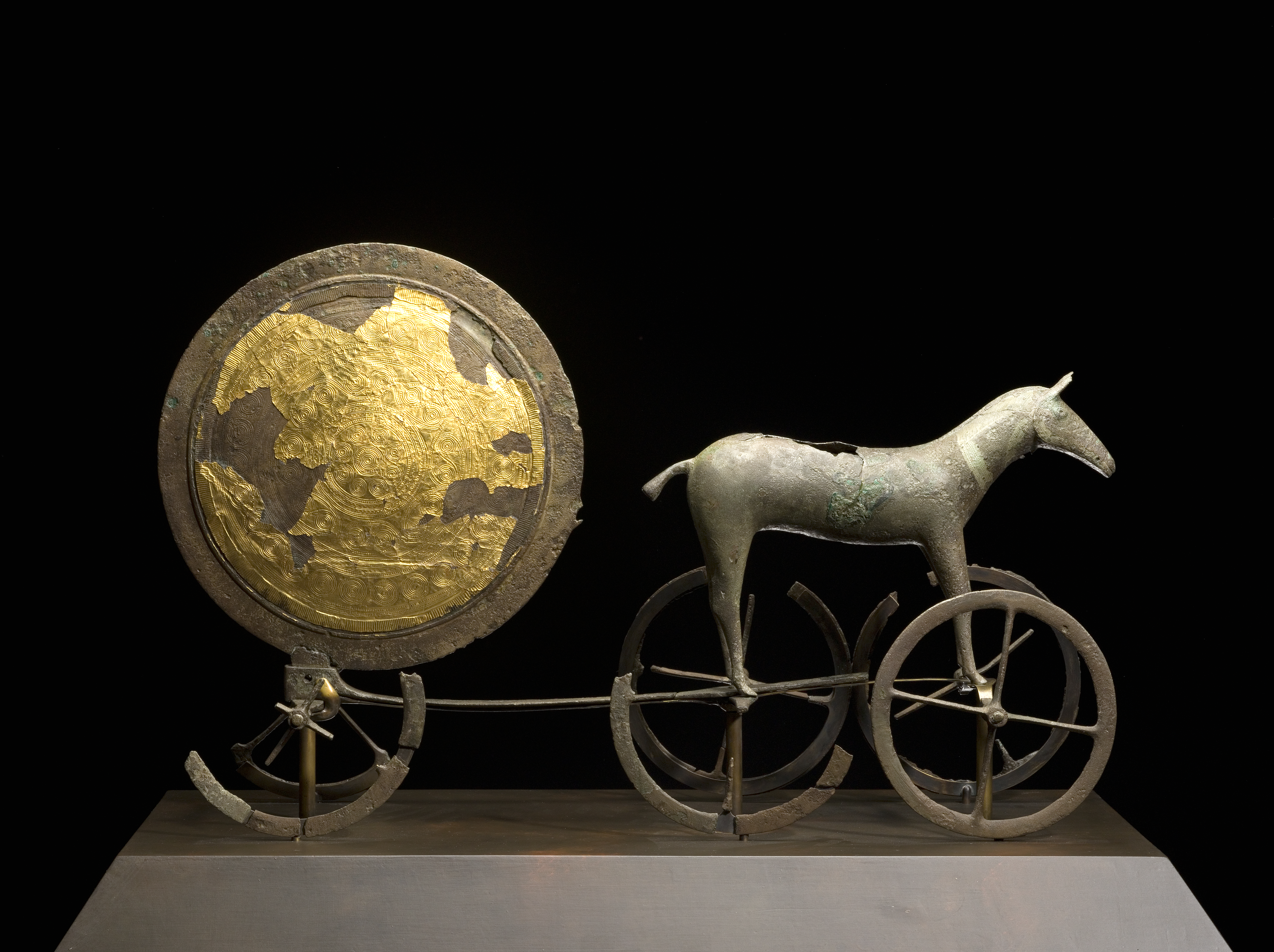
北欧青铜时期特伦霍尔姆太阳战车镀金面

丹麦最早的考古发现可追溯到公元前130,000至110,000年的埃米恩间冰期。丹麦自公元前12,500年左右就有人居住，有证据表明公元前3900年丹麦地区就已经进入了农业社会。丹麦的北欧青铜时代（公元前 1800 年至公元前 600 年）以墓冢为特色，留下了大量的考古发现，包括维京号角和太阳战车。
在前罗马铁器时代（公元前500年–公元1年），土著群体开始向南迁移，第一批丹麦部落在罗马铁器时代（公元1–400年）、前罗马和日耳曼铁器时代之间来到该国。罗马行省与丹麦本土部落保持着贸易路线和关系，并且在丹麦发现了罗马硬币。 强大的凯尔特文化影响力可以追溯到这一时期之丹麦和西北欧大部分地区，贡德斯特鲁普釜的发现反映了这一点。
以部落为单位的丹麦人来自丹麦东部岛屿（西兰）和斯堪尼亚，说的是早期的北日耳曼语。历史学家认为，在他们到来之前，日德兰半岛的大部分地区和附近的岛屿都有朱特人定居。 朱特人最终迁移英国，其中一些人成为布立吞国王沃尔蒂根的雇佣兵，被授予肯特东南部领土、怀特岛和其他地区，并在那里定居，后来被入侵的盎格鲁-撒克逊人吸收或清洗。日德兰半岛上剩余的朱特人被定居的丹麦人同化。
历史学家约达尼斯在《哥特史》(Getica) 中对Dani所做的简短说明被认为是对丹麦人的早期提及，现代丹麦人就是其中一支部族的后裔。Danevirke（英语：Danework，是一道横跨日德兰半岛南部的长城，可参考英国之哈德良长城，在普丹战争中依旧发挥作用）是从3世纪开始分阶段建造的，公元737年建筑工程的庞大规模则要归功于丹麦国王的出现。大约在同一时间，丹麦王国首次使用新的符文字母表（或称斯堪的纳维亚符文），丹麦最古老的城镇里伯也大约在公元700年建立。

### 维京时代和中世纪

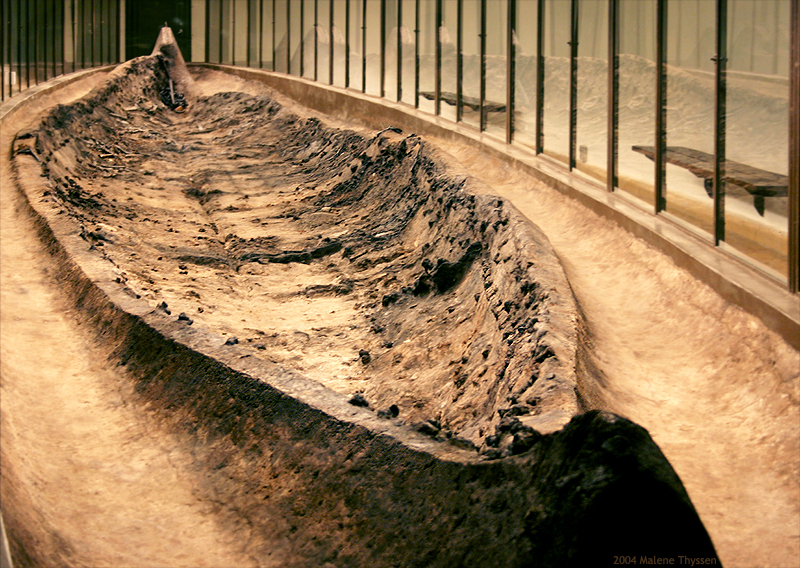
拉比船是丹麦最大的船型墓冢

8世纪到10世纪，更广阔的斯堪的纳维亚地区是维京人的源头。 他们在欧洲各地进行殖民、劫掠和贸易。 丹麦维京人在不列颠群岛东部和南部以及西欧最为活跃。 他们于1013年在国王斯温·福克比德的统治下定居在英格兰的部分地区（被称为丹麦区）。在法国，丹麦人和挪威人效忠法国的罗伯特一世，被允许定居在后来称为“诺曼底”的地方，罗洛是第一任统治者。在丹麦，发现了这一时期的一些盎格鲁-撒克逊便士。

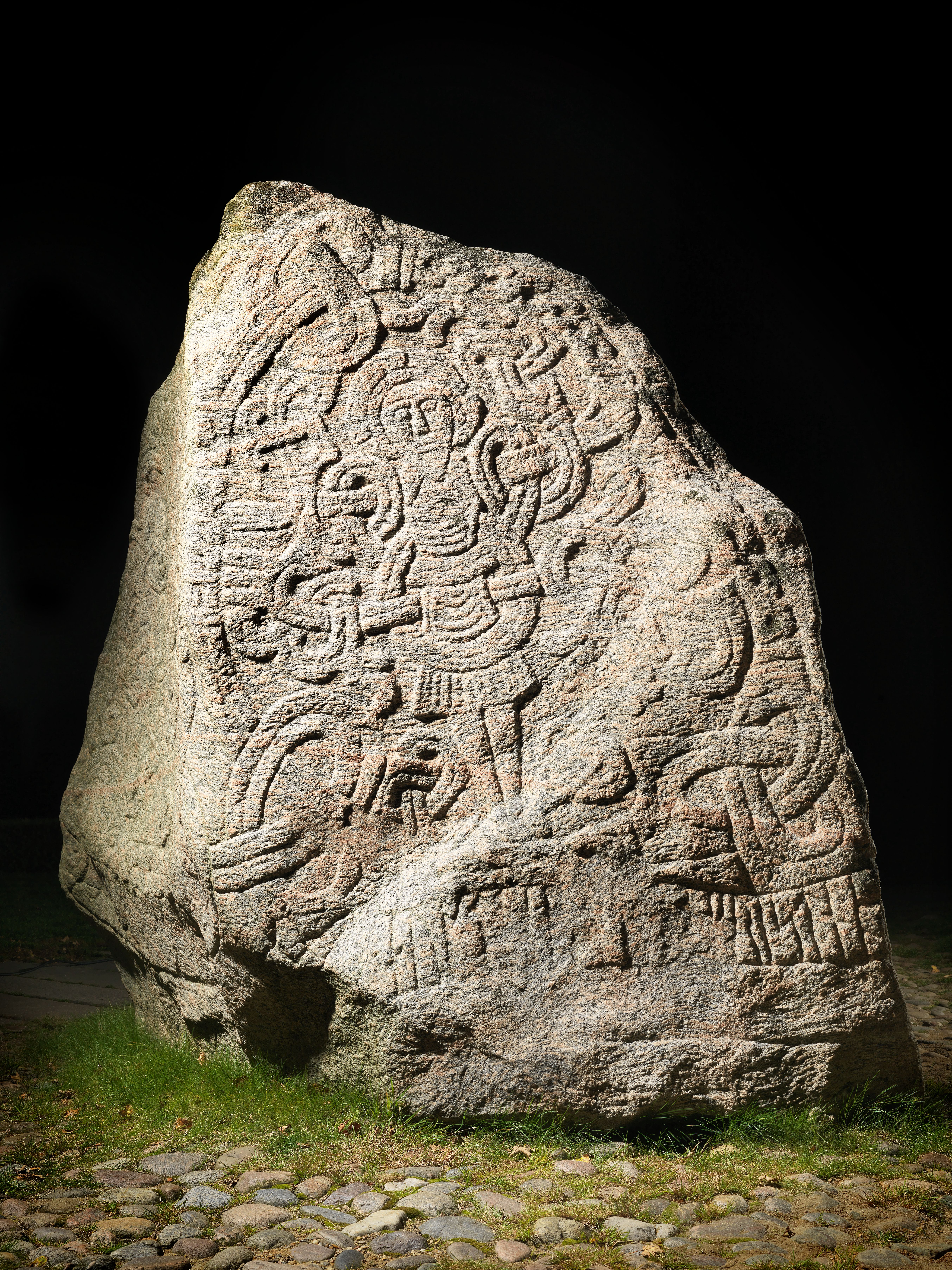
耶灵石的放大照

8世纪末，丹麦在很大程度上得到了巩固，其统治者在法兰克语资料中一直被称为国王 (reges)。 804年古德弗雷德的统治下，丹麦王国可能包括日德兰半岛、斯堪尼亚和丹麦群岛的所有土地，但不包括博恩霍尔姆岛。
现存的丹麦君主制的根源可以追溯到老戈姆，他在10世纪初建立起自己的统治。正如耶灵石碑所证明的那样，丹麦人在 965 年左右被戈姆的儿子蓝牙哈尔德基督教化，据信丹麦皈依基督教是为了免受神圣罗马帝国的入侵。维京人人口过少同时生产力低下，当西欧地区强大的封建王国被建立后，维京时代的结束便是必然的。作为欧洲新兴的基督教力量，神圣罗马帝国是丹麦人的重要贸易伙伴。作为对强邻的威慑，哈拉尔德在丹麦周围建造了六座堡垒，称为特雷勒堡（维京式堡垒），并建造了一个更远的维尔克堡垒。11世纪初，克努特大帝 (Canute the Great) 一度统治丹麦、英格兰和挪威近30年。
在整个中世纪晚期和中世纪，丹麦还拥有斯堪尼地区（今瑞典南部的斯堪尼亚、哈兰和布莱金厄地区），丹麦国王统治着丹属爱沙尼亚以及石勒苏益格和荷尔斯泰因公国。后两者中的大部分组成了今天德国北部的石勒苏益格-荷尔斯泰因州。
1397年，丹麦在玛格丽特一世女王的领导下与挪威和瑞典建立了共主邦联——卡尔马联盟，理论上这三个国家在联盟中地位平等。 然而，即使从一开始，玛格丽特可能就没有那么理想化——她将丹麦视为联盟中的“高级”成员。因此，接下来125年的斯堪的纳维亚历史的大部分时间都围绕着这个联盟展开，瑞典不断分裂、统一。 该问题于1523年6月17日随着瑞典国王古斯塔夫·瓦萨 (Gustav Vasa) 征服斯德哥尔摩市得到了切实解决。新教改革在 1530 年代传播到斯堪的纳维亚半岛，紧随其后的便是伯爵战争。丹麦于1536年皈依了路德宗。同年晚些时候，随着瑞典退盟，丹麦与挪威组成联合王国。

### 近代（公元1536-1849年）

丹麦-挪威联合王国领土范围。拿破仑战争后挪威被割让给瑞典王国，丹麦仅保有冰岛，格林兰和法罗群岛

在瑞典永久脱离联合王国后，丹麦曾多次试图重新控制其邻国。国王克里斯蒂安四世在1611年至1613年的卡尔马战争中进攻瑞典，但未能迫使瑞典回归联邦。尽管战争没有导致领土变化，但瑞典被迫向丹麦支付100万银里克斯代勒的战争赔款。克里斯蒂安国王用这笔钱建立了几个城镇和要塞，最著名的是格吕克施塔特（作为汉堡的贸易竞争对手）和克里斯蒂安尼亚。受荷兰东印度公司的启发，国王建立了一家类似的丹麦东印度公司，并计划殖民锡兰，但该公司只设法收购了塔兰甘巴迪海岸的几个贸易站。虽然丹麦在印度和非洲的殖民地鲜为人知，但它在利润丰厚的大西洋奴隶贸易中发挥了重要作用，光是奥苏 (阿克拉)的克里斯蒂安斯堡的贸易站就交易了约150万奴隶。由于丹麦殖民帝国是靠与其他大国的贸易和种植园维持的，最终资源的匮乏导致了它的崩溃。
在三十年战争中，克里斯蒂安试图成为德国新教诸侯的领袖，于是对阵领导天主教军队的阿尔布雷希特·冯·华伦斯坦，但在卢特战役中惨败。结果是华伦斯坦的军队入侵和掠夺了日德兰半岛，迫使丹麦退出战争。丹麦设法避免了领土割让，但瑞典国王古斯塔夫二世对德意志地区进行了强势干预，标志着瑞典的军事力量开始崛起，同时影响力有超越丹麦的迹象。瑞典军队于1643年入侵日德兰半岛，并于1644年宣称拥有斯堪尼亚地区。由于被瑞典占领导致哥本哈根地区粮食短缺，加上境内粮食欠收和黑死病流行，丹麦人口锐减20％，不得不在英法的调解下签订了1645年的布罗姆塞布罗条约。在条约中，丹麦放弃了哈兰、哥特兰、丹属爱沙尼亚的最后部分以及挪威的几个省。

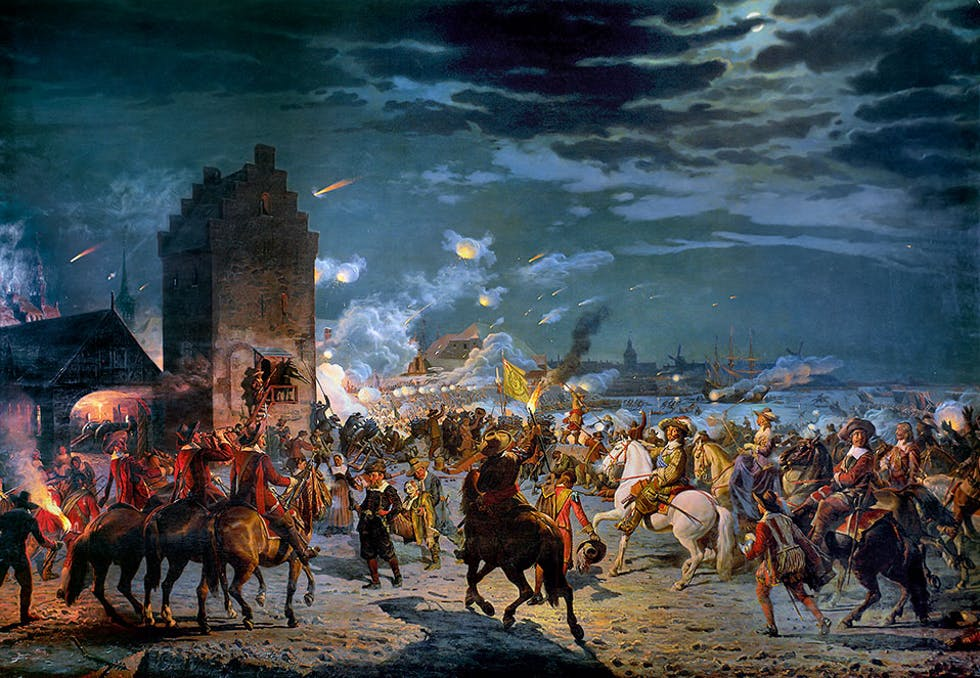
弗雷德里克·隆德所绘之1659年2月11日，在第二次北方战争中瑞典军队对哥本哈根的突袭，国王弗雷德里克三世领导下的丹麦守军成功击退了瑞典帝国的军队

1657 年，丹麦国王弗雷德里克三世看到撕毁布罗姆塞布罗条约的机会，向瑞典宣战，双方卷入了第二次北方战争（1655-1660 年）。不过丹麦军队迅速溃败，瑞典国王查理十世的军队征服日德兰半岛，并指挥瑞典军队横跨结冰的丹麦海峡，占领了富英岛和西兰岛的大部分地区，然后于1658年2月迫使丹麦签署了罗斯基勒和平协议，这给了瑞典斯堪尼亚、布莱金厄、布胡斯兰、特伦德拉格和博恩霍尔姆岛的控制权。 查理十世很快就后悔没有彻底击灭军力如此孱弱的丹麦，1658年8月，他对丹麦发动了第二次进攻并成功征服了丹麦的大部分岛屿，开始了长达两年的哥本哈根围城战。 丹麦国王积极领导城市防御，召集市民拿起武器，屡次击退瑞典人的进攻。围攻在1660年查理十世古斯塔夫 (Charles X Gustav) 去世后结束，在随后的和平条约中，丹麦设法保持了独立并重新控制了特伦德拉格和博恩霍尔姆。由于国王在战后大受欢迎，弗雷德里克三世以此解散选举君主制，转而支持绝对君主制，这种集权制度在丹麦一直持续到了1848年。
丹麦之后又试图在斯堪尼亚战争（1675-1679 年）中重新控制斯堪尼亚，但未能成功。大北方战争（1700-21 年）之后，随着瑞典被俄罗斯沙皇国削弱，丹麦分别在1720年的腓特烈堡条约和1773年的皇村条约中重新控制了由荷尔斯泰因-戈托普家族统治的石勒苏益格和荷尔斯泰因部分地区。丹麦在18世纪的后半叶非常繁荣，因为丹麦的中立地位使得其在战争时可以成为交战双方的贸易中转站。为了在拿破仑战争中继续保持独立地位，丹麦与法国和英国进行贸易，并与俄罗斯、瑞典和普鲁士加入了第二次武装中立联盟。英国人认为这是一种敌对行为，于是在1801年和1807年炮击哥本哈根，一次打击了丹麦舰队，另一次炮击造成的大火烧掉了丹麦首都的大部分地区。丹英之间爆发炮舰战争，丹麦雇佣的小型炮舰根本不是皇家海军的对手，接连惨败使得英国海军长期控制丹麦海域，丹麦经济遭到毁灭性打击，1813年丹麦-挪威破产。
武装中立联盟于1814年因基尔条约而解散，丹麦君主“不可撤销地永远”放弃了对挪威王国王位的主张，转而寻求当瑞典国王。丹麦保留了对冰岛（直到1944年冰岛独立）、法罗群岛和格陵兰岛这些已由挪威统治数个世纪岛屿的主权。除了北欧殖民地外，丹麦还在1620年至1869年，1658至1850年，1671至1917年间继续统治着丹属印度、丹屬黃金海岸和丹属西印度群岛。

### 君主立宪（公元1849年至今）

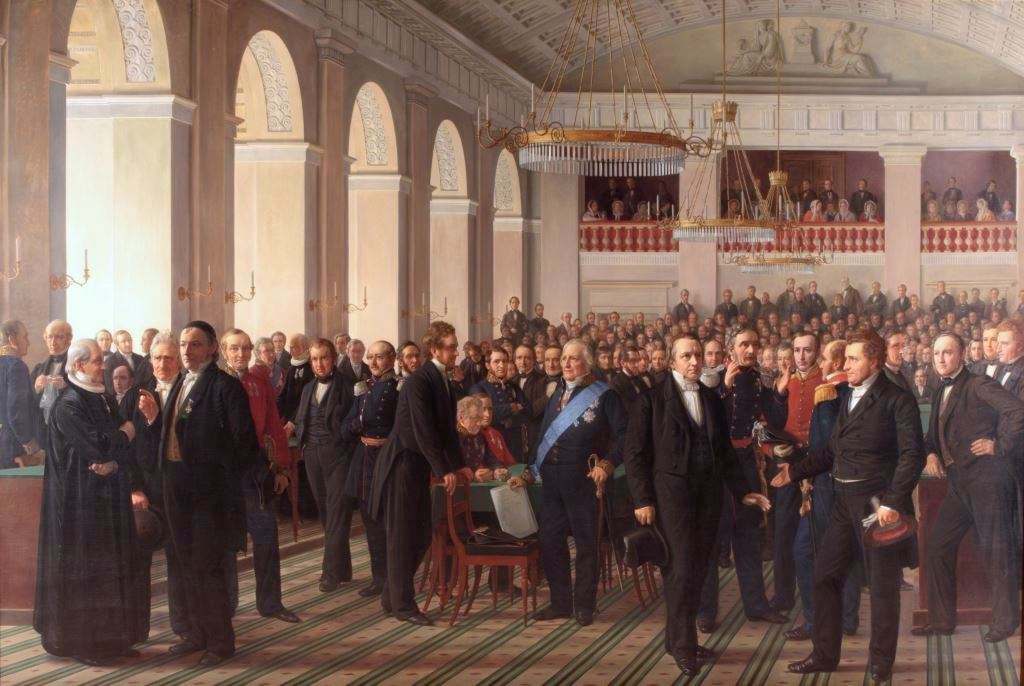
1848年由国王弗雷德里克七世领导，制定丹麦宪法的国家制宪会议

#### 石勒苏益格和荷尔斯泰因的独立运动和普丹战争
新生的丹麦自由主义和民族运动在1830年代势头强劲；1848年欧洲革命尽管在欧洲各地都遭遇了失败，然而丹麦和荷兰却成为了欧洲唯二两个从绝对君主制和平演变为君主立宪制的国家。丹麦于1849年6月5日通过新宪法和平立宪。新宪法建立了两院制议会，这种制度延续至今。丹麦在第一次石勒苏益格战争中依靠国际舆论获得的胜利使得其大大低估了普鲁士的危险性，也妄想可以一直依靠援军保卫领土，使其在石勒苏益格-荷尔斯泰因领土纠纷中越陷越深，英国政治家帕默斯顿子爵曾说：“只有三个人曾经明白石勒苏益格-荷尔斯泰因事务，一个王夫，已经去世了，一个德国教授，已经疯了，还有我，已经全忘了。”当普鲁士和奥地利帝国卷土重来时，丹麦不得不孤军奋战。普丹战争从1864 年2月持续到当年10月，丹麦战败，不得不将石勒苏益格和荷尔斯泰因割让给普鲁士。这次损失是17世纪丹麦衰弱后开始的一系列战争失败和领土损失中的最后一次。这次战败之后，丹麦在欧洲奉行中立政策。

#### 丹麦的工业化
19世纪下半叶，丹麦开始进入世界的工业化浪潮当中。该国的第一条铁路建于1850年代，尽管丹麦缺乏自然资源，但通讯和海外贸易的改善使工业得以发展。从1870年代开始，工会开始萌芽。大量人口从农村迁移到城市，丹麦农业开始以乳制品和肉类产品的出口为中心。

#### 第一次世界大战时的丹麦
丹麦在第一次世界大战期间保持中立。德国战败后，凡尔赛列强提出将石勒苏益格-荷尔斯泰因地区归还给丹麦。由于担心德国的领土收复主义，丹麦拒绝考虑在没有公民投票的情况下接受该地区。两次石勒苏益格公投分别于1920年2月10日和3月14日举行。1920年7月10日，北石勒苏益格根据公投结果回归丹麦，丹麦从而增加了约163,600名居民和3,984平方公里（1,538 平方英里）。由于一战后欧洲左翼力量增长，该国第一个社会民主主义政府于1924年上台。

#### 丹德互不侵犯条约和“威瑟堡行动”
1939年丹麦与纳粹德国签署了为期10年的互不侵犯条约，但德国于1940年4月9日以一个名为“威瑟堡行动”的演习为名义入侵丹麦，丹麦政府知道两国军事力量的悬殊差距，于是进攻开始后仅仅六个小时就宣布投降，是二战当中遭受入侵国家抵抗时间最短的，但丹麦也因此避免了不必要之伤亡和损失，使得丹麦在战后得以更快复苏。1943年之前，丹麦一直与德国进行经济合作。随着纳粹德国在东线战场显出颓势，丹麦政府拒绝进一步合作并自沉了大部分船只，还将许多军官送往中立的瑞典。丹麦抵抗组织进行了一次救援行动，设法将数千名收到纳粹政权迫害的犹太人及其家人疏散到了瑞典的安全地带。一些丹麦人通过加入丹麥國家社會主義工人黨或自愿加入丹麦自由军团与德国纳粹并肩作战。冰岛被美军占领后与丹麦断绝关系，于1944年成为一个独立的共和国；德国于1945年5月投降，丹麦获得解放。战后反殖民思想兴起，丹麦开始对属地进行权力下放，1948年，法罗群岛获得自治权。1949年，丹麦成为北约创始成员国。

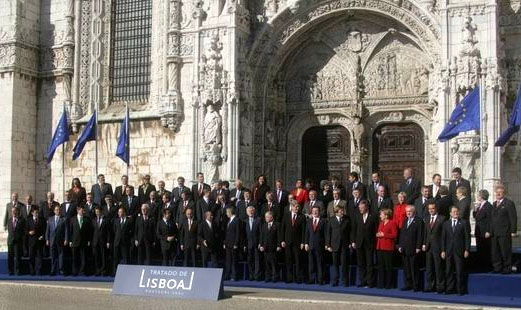
丹麦于1973年成为欧共体成员并在2007年签订里斯本条约

丹麦是欧洲自由贸易联盟 (EFTA) 的创始成员。 在1960年代，欧洲自由贸易联盟国家通常被称为外部七国，而不是当时欧洲经济共同体 (EEC) 的核心六国。1973年，丹麦与英国和爱尔兰一起，在公投后加入了欧洲经济共同体（现为欧盟）。涉及进一步欧洲一体化的《马斯特里赫特条约》于1992年被丹麦人民公投否决；它在1993年的第二次全民投票后才被接受，但丹麦拒绝履行其中规定的四项政策。丹麦在2000年的公投中拒绝将欧元作为国家货币，继续使用丹麦克朗。格陵兰于1979年获得地方自治权，2009年获得全面自治权。法罗群岛和格陵兰岛都不是欧盟成员国。由于渔业政策，法罗群岛从未加入欧共体，格陵兰也于1986年退出。
1953年的宪法修订通过了以比例代表制选举产生的一院制议会、女性对丹麦王位的继承权以及丹麦对格陵兰的永久主权。在20世纪下半叶，中左翼的社会民主党领导了一系列联合政府，引入了北欧福利模式。自由党和保守人民党也领导过中右翼政府。

## 政治

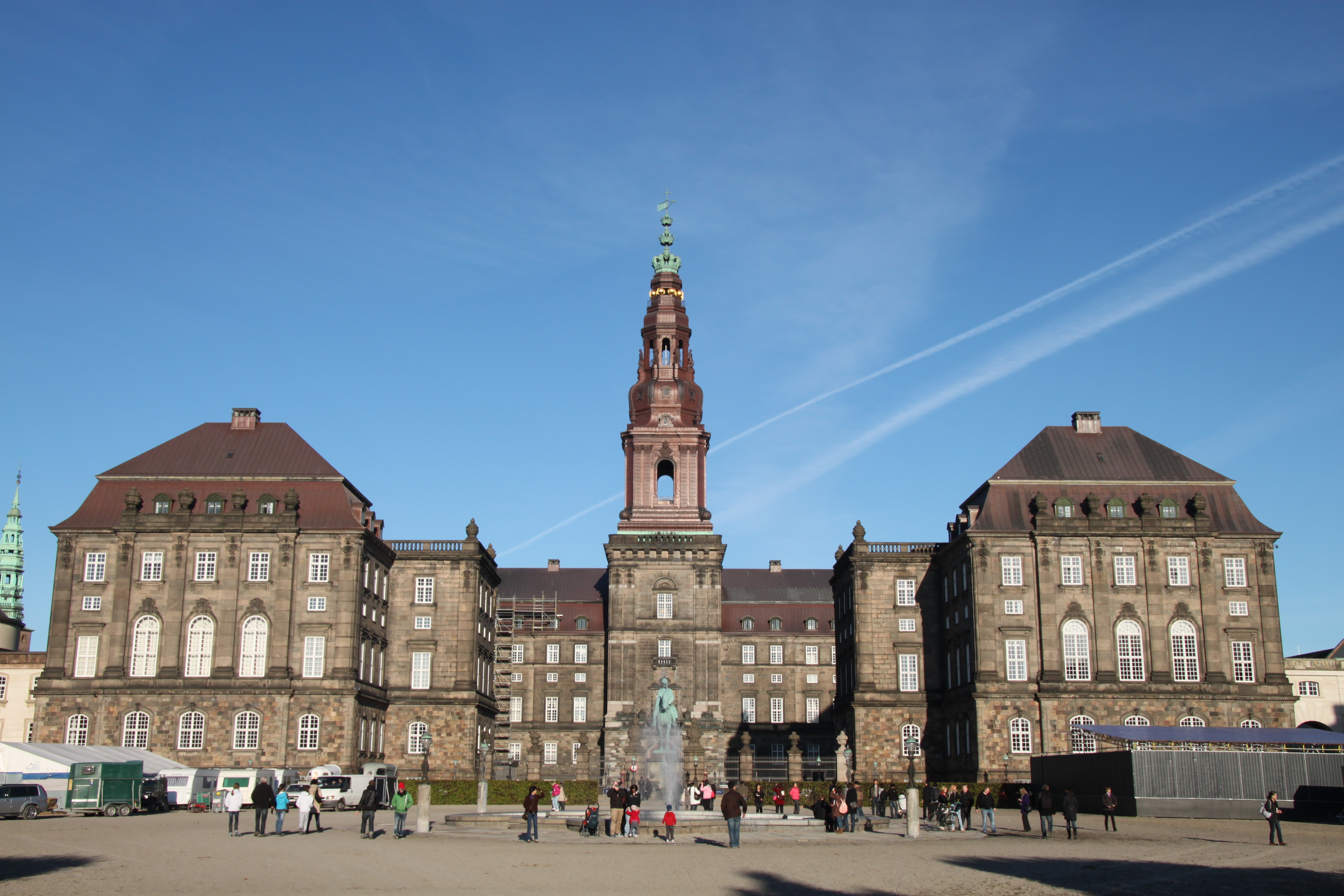
丹麥議會

丹麦受到“民族之春”运动影响，在1849年确立了君主立宪的政治体制，亦是歐洲較少有由君主專政過渡君主立憲且並不經歷任何流血事件的國家。现任丹麦国王是佛瑞德里克十世，首相为梅特·弗雷泽里克森。
丹麦议会实行一院制，是丹麦王国的立法机关，称为“Folketing”（丹麦语：Folketinget），议员采用比例代表制选出，由于采取的选举方法利于小政党获得议会席位，所以自1982年來丹麥的聯合政府一直是少數派政府。丹麦议会中的179席中绝大部分属丹麦本土，2席属格陵兰自治政府，2席属法罗群岛自治政府。议会的最大党提名首相人选，再由国王正式任命，首相以及内阁大臣们负责政府行政部门的工作。议会一般每4年选举一次，但是首相有权宣布提前举行大选。议会除立法事务还负责通过国家预算、批准国家账目、任命和行使政府控制权以及参与国际合作。法案可由政府或议会成员提出。所有议会通过的法案必须在三十天内提交给国务委员会以获得御准才能成为法律。尽管从理论上丹麦国王可以通过不予御准的方式否决议会的决定，但在君主立宪的前提下国王一般不会这么做，所以其权力仅有象征意义。丹麦政治系统在丹麦宪法的框架下动作，修宪需要议会同意，且在全民投票中得到不少于40%的支持票。根据丹麦宪法，国家权力三分为立法、司法和行政，各部互不隶属。
另外，格陵蘭和法羅群島國防、外交等事務由丹麥本土負責，而丹麥本土亦常予兩地經濟援助。其他事務則具完全自治權，並各自設放權議會。国王同樣根據獲議會最多支持的人選分別任命兩地的首相。

### 丹麦王国

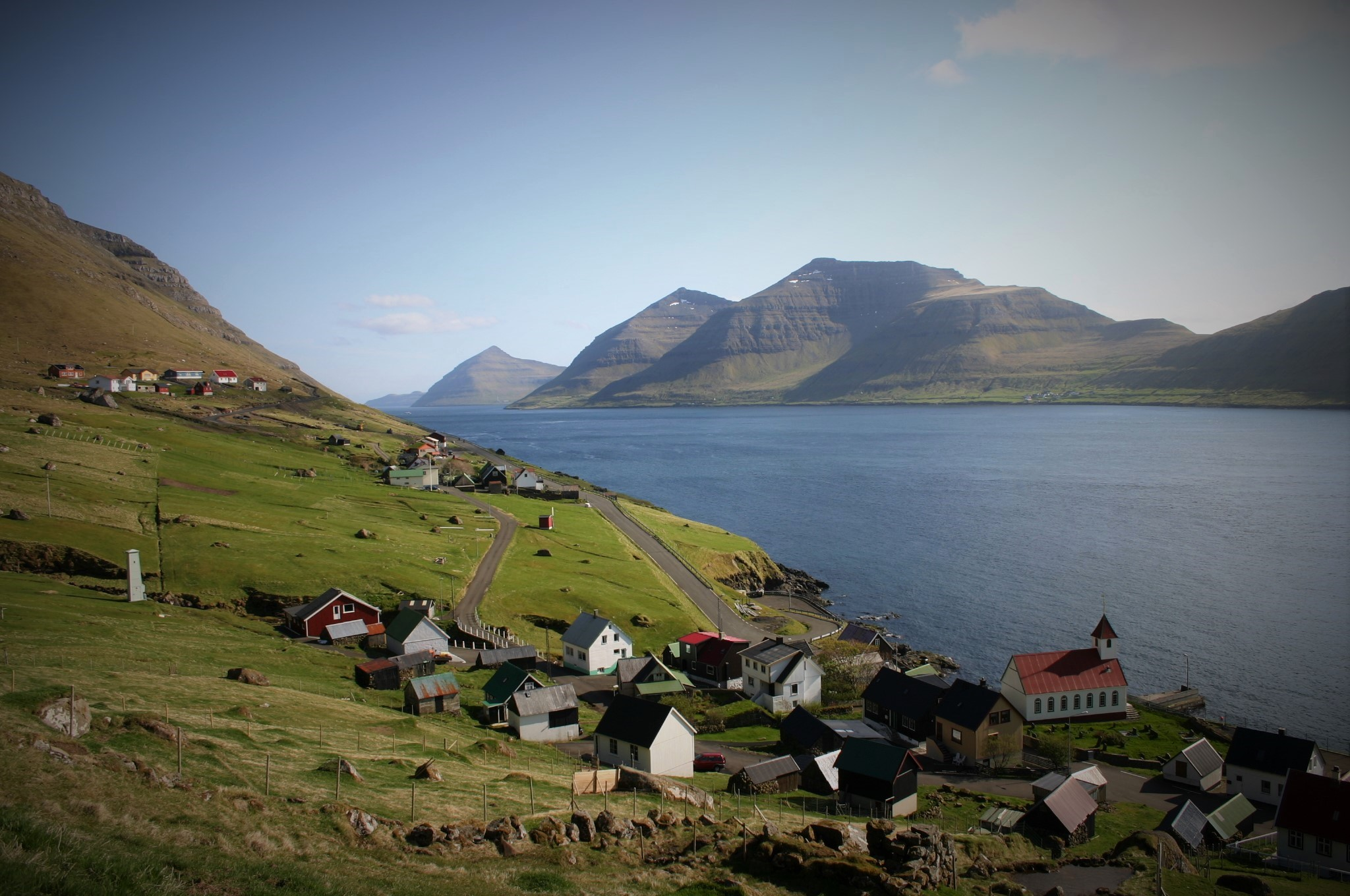
法罗群岛中昆岛上的昆镇。图右的岛屿为卡尔斯岛

丹麦王国是一个包括丹麦本土和两个自治领土——格陵兰和法罗群岛的单一制主权国家。格林兰和法罗群岛自18世纪以来一直是丹麦王国的一部分，然而由于它们特殊的历史和文化特性，王国的这些部分拥有广泛的自治权力，并在许多领域有立法和行政权。法罗群岛于1948年获得地方自治权，格陵兰岛于1979年获得地方自治权，2009年完全自治，在此之前二者都是丹麦的一级行政区划。
法罗群岛和格陵兰拥有自己的政府和议会，除司法系统和货币政策外，在国内事务方面实行有效自治。高级专员（Rigsombudsmand）在法罗群岛议会和格陵兰议会中作为丹麦政府的象征性代表，他们无权在议会中投票。法罗群岛自治政府被认为是与丹麦本土政府平等的合作伙伴，而格陵兰人民被定义为具有自决权的独立民族
| 自治领土    | 人口 (2020) | 总面积                         | 首都     | 立法机构     | 首席长官               |
| ----------- | ----------- | ------------------------------ | -------- | ------------ | ---------------------- |
| 法罗群岛 () | 52,110      | 1,399 km2（540.16 sq mi）      | 托尔斯港 | 法罗群岛议会 | Bárður á Steig Nielsen |
| 格陵兰 ()   | 56,081      | 2,166,086 km2（836,330 sq mi） | 努克     | 格陵兰议会   | Múte Bourup Egede      |

### 法律与立法体系
丹麦采用大陆法系，法条中有一些参考了日耳曼法。丹麦与挪威和瑞典类似，从未效仿过英美法系那样的判例体系，不过丹麦的法律体系与英国并不是完全没有相似之处，比如丹麦没有像法国和德国那样制定过全面的法典，反而与英国一样，大部分法律都是习惯法。
丹麦的司法系统分为具有常规民事和刑事管辖权的法院和对个人与公共行政部门之间的诉讼具有管辖权的行政法院。《丹麦宪法》第六十二条和第六十四条规定法官只能受法律（包括法案、法规和实践）的指导，从而确保司法独立于政府和议会。丹麦王国没有一个统一的司法系统——王国的各个构成国都有一套不同的体系。然而，格陵兰和法罗群岛最高法院的裁决可以被上诉至丹麦最高法院，其是负责王国司法的最高民事和刑事法院。

### 行政区划
丹麦本土总面积为43,094平方公里（16,639平方英里），分为五个大区（regioner）。这些大再下分为98个市镇 (kommuner)。丹麦的最东端——Ertholmene群岛，面积为39公顷（0.16平方英里），既不属于任何市镇也不属于任何大区，而由国防部直接管辖。丹麦的省是丹麦的统计区划，介于大区和市镇之间。它们不是行政区划单位，也不举办本级层次的政治选举，而主要作为一个统计单位存在。
2007年1月1日丹麦进行了行政区划改革，将原来的16个县改为5个大区。与此同时较小的市镇被并入大市镇，使市镇数量减少了270个。这次改制确保了大多数市镇的人口至少在20,000以上，以保证其财政和行政管理的专业性不至崩溃。行政部门由当地居民直接选举产生的市镇议会领导，每四年按比例代表制改选一次；最近的丹麦地方选举于2021年11月16日举行。

#### 大区
各大区的管理机构是大区理事会，每个理事会有四十一名议员，任期四年。 委员会由大区主席（regionsrådsformand）领导，主席由理事会选举产生。区委员会的职责范围是国家卫生服务、社会服务和地区发展。与原来的“县”不同，这些地区不允许征税，并且医疗服务的部分资金来自2019年后加征的所得税，部分资金则来自中央政府和市政府。
各大区的面积和人口差异很大；例如，首都大区涵盖了哥本哈根都会区，还包括波罗的海的博恩霍尔姆岛，其人口是北日德兰大区的三倍，而北日德兰地区的辖地则为日德兰半岛北部那些人口更为稀少的地区。在县制下，某些人口稠密的市，如哥本哈根和腓特烈斯贝，被赋予与县同等的地位，成为一级行政区划。这些特殊的城市在2007年的改革中被纳入新的大区。
| 大区         | 大区               | 大区   | 大区     | 大区                 | 大区       | 大区             | 市镇     |
| 区名         | 丹麦语名           | 首府   | 最大城市 | 人口 (截至2017年1月) | 面积 (km²) | 人口密度 (每km²) | 市镇数量 |
| ------------ | ------------------ | ------ | -------- | -------------------- | ---------- | ---------------- | -------- |
| 首都大区     | Region Hovedstaden | 希勒勒 | 哥本哈根 | 1,807,404            | 2,568      | 703.8            | 29       |
| 中日德兰大区 | Region Midtjylland | 维堡   | 奥胡斯   | 1,304,253            | 13,142     | 99.2             | 19       |
| 北日德兰大区 | Region Nordjylland | 奥尔堡 | 奥尔堡   | 587,335              | 7,927      | 74.1             | 11       |
| 西兰大区     | Region Sjælland    | 索勒   | 罗斯基勒 | 832,553              | 7,273      | 114.5            | 17       |
| 南丹麦大区   | Region Syddanmark  | 瓦埃勒 | 欧登塞   | 1,217,224            | 12,132     | 100.3            | 22       |

### 军事

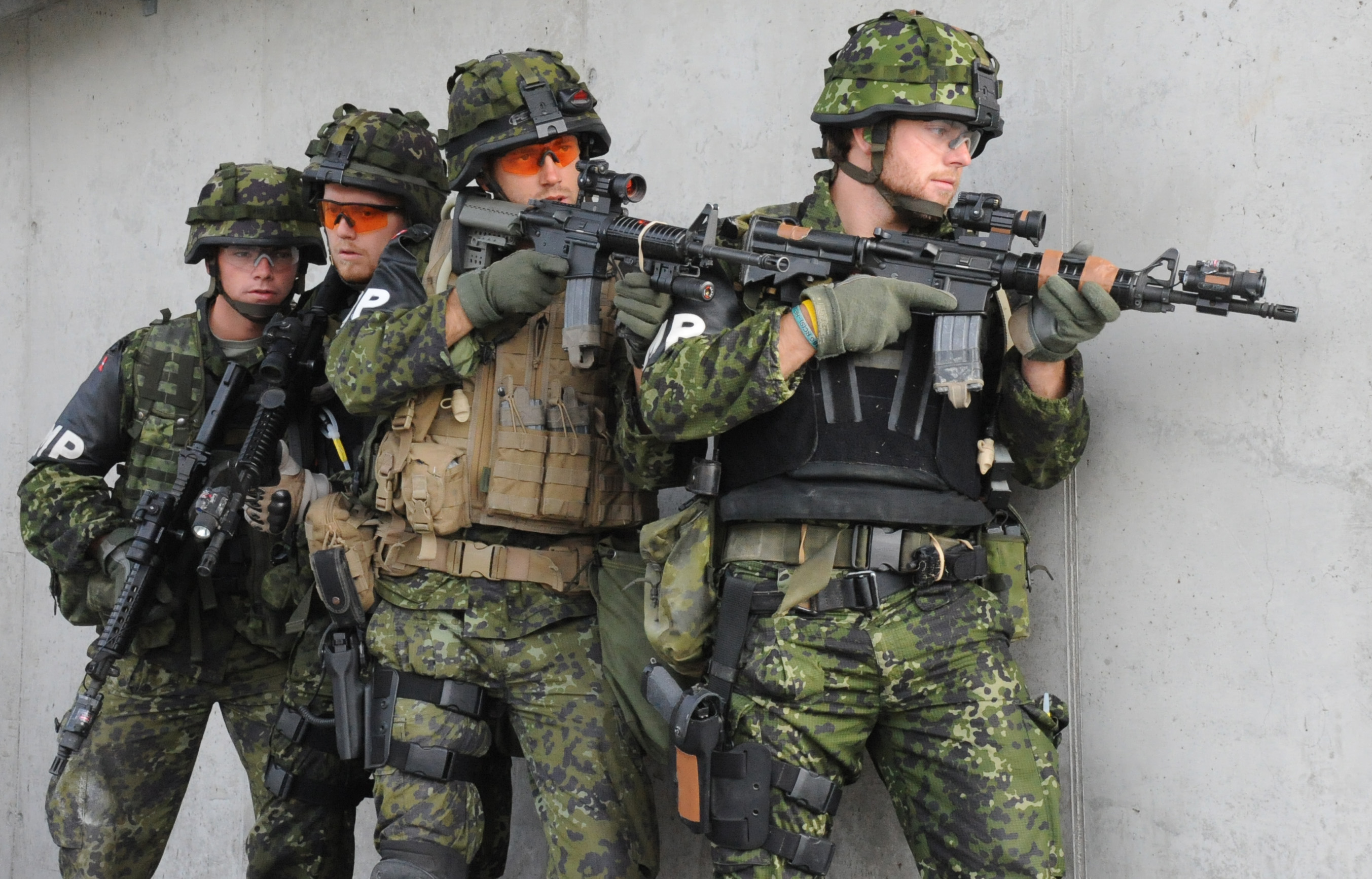
丹麦宪兵正在进行执法训练

丹麦的武装部队被称为丹麦国防军（Forsvaret）。国防部长是丹麦国防军总司令，并担任驻外首席外交官员。 丹麦实行义务兵与志愿兵相结合的兵役制度，和平时期，国防部总共雇用约33,000人。主要军事部门雇用了近27,000人：丹麦皇家陆军15,460人，丹麦皇家海军5,300人，丹麦皇家空军6,050人（均包括义务兵）。丹麦紧急事务管理局雇用2,000人（包括义务兵），大约4,000人在丹麦国防司令部和国防情报局等非特定部门工作。此外，约44,500人在丹麦国民警卫队担任志愿者。
丹麦长期支持国际维和行动，但自1999年北约轰炸南斯拉夫和2001年阿富汗战争以来，丹麦不再避讳在北约的框架下加入战争，积极参与了由北约组织的多次战争和侵略。这种新情况激起了一些国内争议，但丹麦民众对国家参与战争，特别是阿富汗战争普遍非常支持。丹麦国防部有大约1,400名人员执行国际任务，这其中并不包括北约快速反应部队第1常备水雷对抗大队中常驻的丹麦部队。丹麦军队在联合国保卫部队中与执行部队（今波黑稳定部队）在前南斯拉夫境内参与多次交战。2003年至2007年间，大约有450名丹麦士兵在伊拉克。丹麦还大力支持美国在阿富汗的行动，并为国际安全援助部队提供了金钱和物质资助。这些举措经常被当局描述为丹麦新的“积极外交政策”的一部分。

### 外交

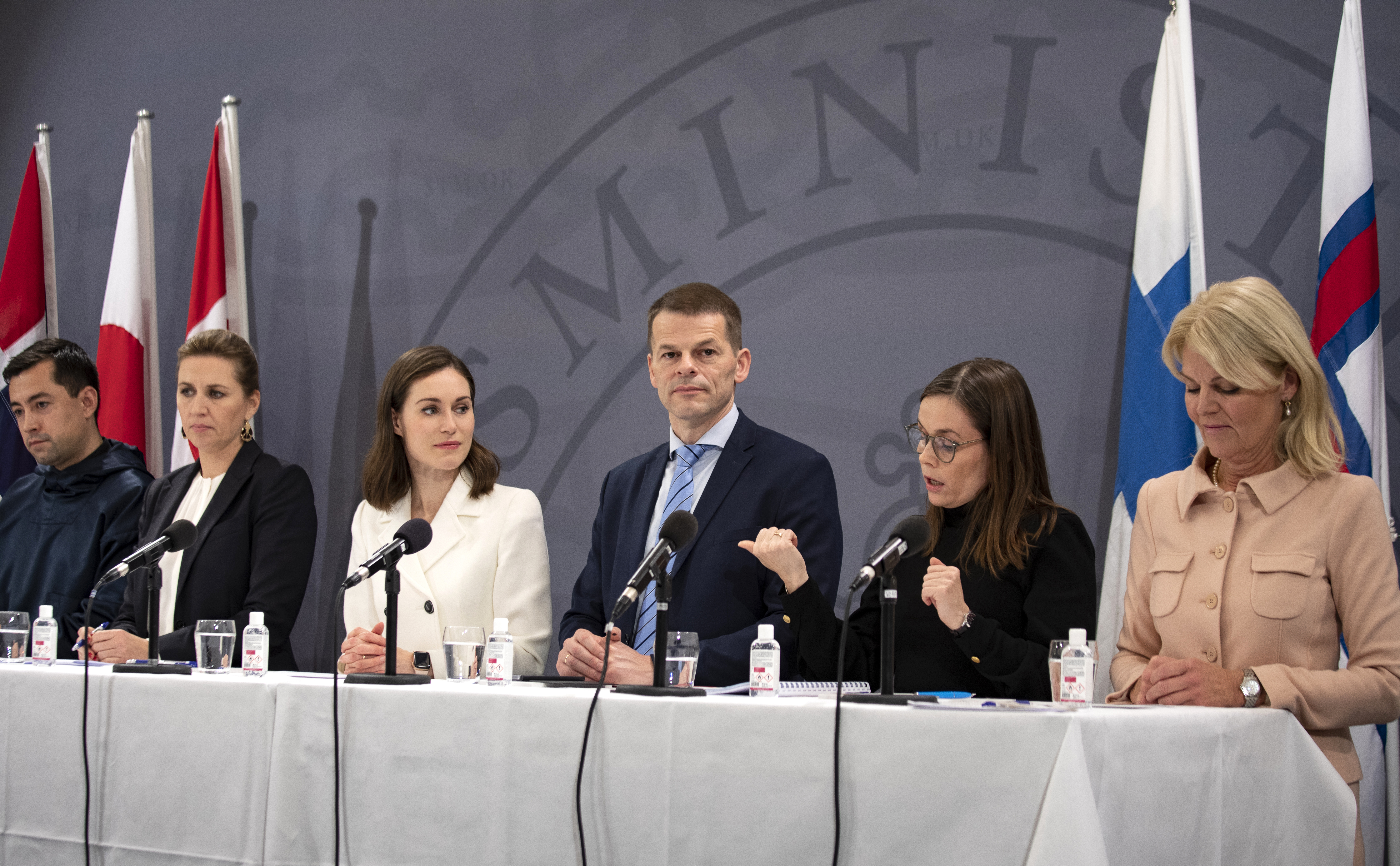
丹麦首相梅特·弗雷德里克森(左二)于2021年在哥本哈根召开的北欧理事会上与外国元首在一起

丹麦在北欧具有相当大的影响力，在国际事务中属于中等强国。近年来，格陵兰和法罗群岛在渔业、捕鲸和地缘政治等外交政策问题上也获得了发言权。 丹麦的外交政策很大程度上受到其欧盟 (EU) 成员国身份的影响：丹麦本土与格陵兰（1986年退出）于1973年加入了欧盟的前身欧洲经济共同体 (EEC)。丹麦曾七次担任欧盟理事会主席国，最近一次是自2012年的1月至6月。第二次世界大战后，丹麦结束了其长达两百年的中立政策。1949年丹麦成为北大西洋公约组织(NATO)的创始国之一，由于其地理位置优越，位于波罗的海与北海交汇处，因此至今它的成员身份仍然非常受欢迎。
作为发展援助委员会（DAC）成员，丹麦长期以来一直是世界上发展援助占国民总收入比例最大的国家之一。2015年，丹麦将其国民总收入 (GNI) 的0.85%用于对外援助，是实现联合国长期目标（对外援助占到国民总收入0.7%）仅有的六个发达国家之一。该国参与的双边和多边援助，通常由外交部管理。在丹麦政府开展对外援助，特别是双边援助时，主要是以丹麦国际开发署的名义。

## 地理
丹麦位于北欧，三面环海，北部隔大西洋北海和波罗的海与瑞典和挪威相望，南部与德国接壤，本土包括日德兰半岛、北日德蘭島、菲因岛、西兰岛及附近岛屿以及周围443个已命名岛屿（全国共有1,419个岛屿面积大于100平方米），其中有72个岛屿无人居住，本土面積為43,094平方公里。丹麥另有兩個自治領地: 北大西洋上的法羅群島和位於北美洲的屬地格陵蘭島（面積為217.56萬平方公里，為世界第一大島），其中的漢斯島自2022年起經協議分治後，加拿大成為了德國以外，第二個與丹麥陸地接壤的國家。
丹麥本土最大岛屿且最重要的是菲英岛和西兰岛。博恩霍尔姆岛位于国家的东部较远的波罗的海。很多岛屿都用桥梁连接，厄勒海峡大桥连接了西兰岛的哥本哈根和瑞典的马尔默，而大贝尔特桥连接菲英岛与西兰岛，小贝尔特桥连接日德兰半岛和菲英岛。其它小岛间有渡轮和飞机通航。
丹麦海岸线长达7,314公里，南面与德国共享68公里的边境线，最北端为旅游圣地斯卡根，最南端为蓋瑟，最西端为Blåvandshuk，最东端为Østerskær。丹麦全境地势平缓，平均海拔为31米，若不計法羅群島和格陵蘭，丹麥本土的自然最高峰為莫來山，海拔170.86公尺。

### 气候
按照柯本气候分类法，丹麦属温带海洋性气候和温带大陆性湿润气候，冬季温和，一月平均气温为1.5°C（34.7°F），夏季凉爽，八月平均气温为17.2°C（63.0°F） 自1874年开始有记录以来，丹麦有记录的最极端气温为1975年的36.4°C（97.5°F）和 1982 年的−31.2°C（−24.2°F） 。丹麦平均每年降水天数为179天，平均每年降水量为765毫米（30英寸）；秋季是一年最潮湿的季节，春季则为最干燥的季节。由于丹麦位于大陆和海洋气候的交界处，因此天气经常不稳定。
由于丹麦纬度较北，所以日照时间随季节变化很大。冬季日照时间短，上午8:45左右日出，下午3:45日落（标准时间）；夏季日照时间长，上午4:30日出，晚上10点日落（夏令时）。

### 生态

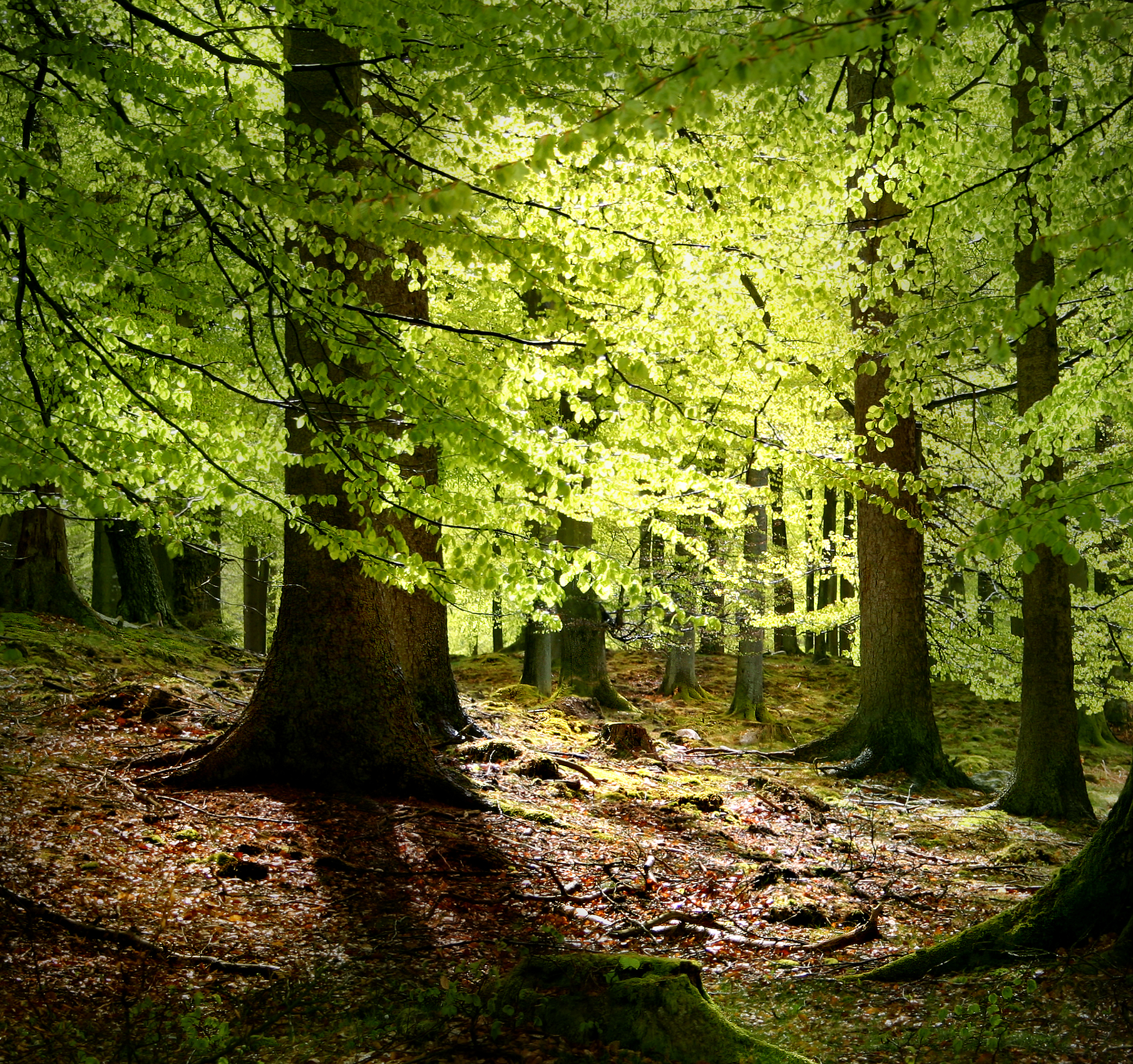
山毛榉在丹麦各地都很常见，尤其是在疏林中

丹麦位于中纬度和高纬度地区交界处，全国可分为两个生态区域：大西洋混交林和波罗的混交林。由于过去近千年的农业活动，丹麦几乎所有的原始森林都被破坏得支离破碎，而森林砍伐造成了大片荒地和毁灭性的流沙。尽管如此，该国仍有大片次生林，目前其森林总覆盖率达12.9%。欧洲云杉是丹麦分布最广的树种（2017），其还是生产圣诞树的重要材料。丹麦的森林地貌完整指数平均分为0.5/10，在全球172个国家中排名第171位，仅高于圣马力诺。
在丹麦乡村，狍子的数量不断增长，日德兰半岛稀疏的林地里也生活着有大鹿角的欧洲马鹿。丹麦也是许多小型哺乳动物的家园，如欧洲鼬、野兔和刺猬。丹麦约有400种鸟类栖息，其中约160种在该国繁殖。大型海洋哺乳动物包括无危的港湾鼠海豚、数量不断增加的鳍足类动物以及偶尔出现的蓝鲸和虎鲸等大型鲸鱼。鳕鱼、鲱鱼和鲽鱼是丹麦水域丰富的食用鱼类，也是该国形成大规模渔业的基础。

## 经济

2019年丹麦出口比例

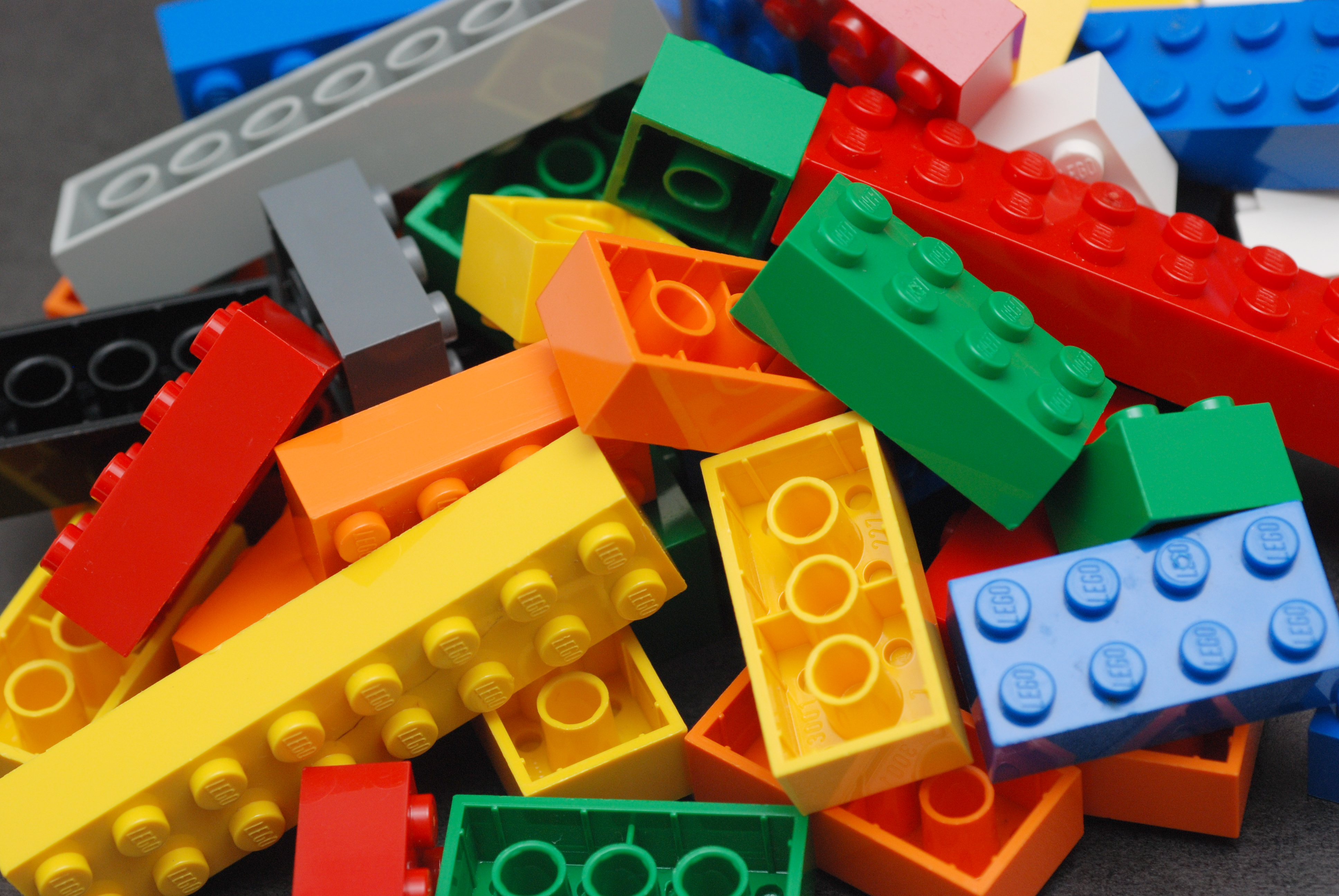
乐高积木由乐高集团生产，公司总部位于丹麦比隆

丹麦拥有发达的混合经济，被世界银行列为高收入经济体。2017年，人均实质国民总收入（PPP）世界排名第16位，人均名义国民总收入（GNI）排名世界第10位。丹麦在经济自由度和世界经济自由度指数中脱颖而出，成为世界最自由的经济体之一。根据世界经济论坛2018年的全球竞争力报告，丹麦是全球十大最具竞争力的经济体之一，在欧洲国家中排名第六。
丹麦拥有高等学历者的比例世界排名第四，该国在工人权益方面的排名更是世界最高。2009年，丹麦工人每工作一小时的GDP世界排名第13位。该国的市场收入差距接近经合组织的平均水平，但扣除税收和公共现金转移后，不同职业的收入不平等程度要低得多。根据欧盟统计局的数据，2017年丹麦可支配收入的基尼系数在欧盟国家中排名第七。根据国际货币基金组织的数据，丹麦的最低工资水平是世界上最高的。由于丹麦没有关于最低工资的立法，工资下限如此之高被归因于工会的努力。根据丹麦工人联盟与雇主组织Horesta之间达成的集体谈判协议，麦当劳和其他快餐连锁店的工人每小时可以赚取相当于20美元的收入，这是美国同行业服务员收入的两倍多，他们甚至还享有五周的带薪假期、育儿假和养老金。2015年丹麦工会密度为68%。
丹麦曾经有许多耕地，是一个以农业为主的国家。1945后，丹麦以来极大地扩展了其工业基础和服务业。至2017年，服务业约占GDP总额的75%，制造业约占15%，农业则不到 2%。主要行业还包括风力涡轮机、制药、医疗设备、机械和运输设备、食品加工和建筑。丹麦出口总额的约60%来自货物出口，其余40%是第三产业的出口，方式主要为海运。该国的主要出口商品有各种工业品、肉制品、乳制品、鱼类、家具和工业设计。丹麦是粮食和能源净出口国，多年来一直保持国际收支盈余，使该国从净债务国转变为净债权国。截至2018年7月1日，丹麦的国际投资（或净外国资产）总额占到了GDP的64.6%。

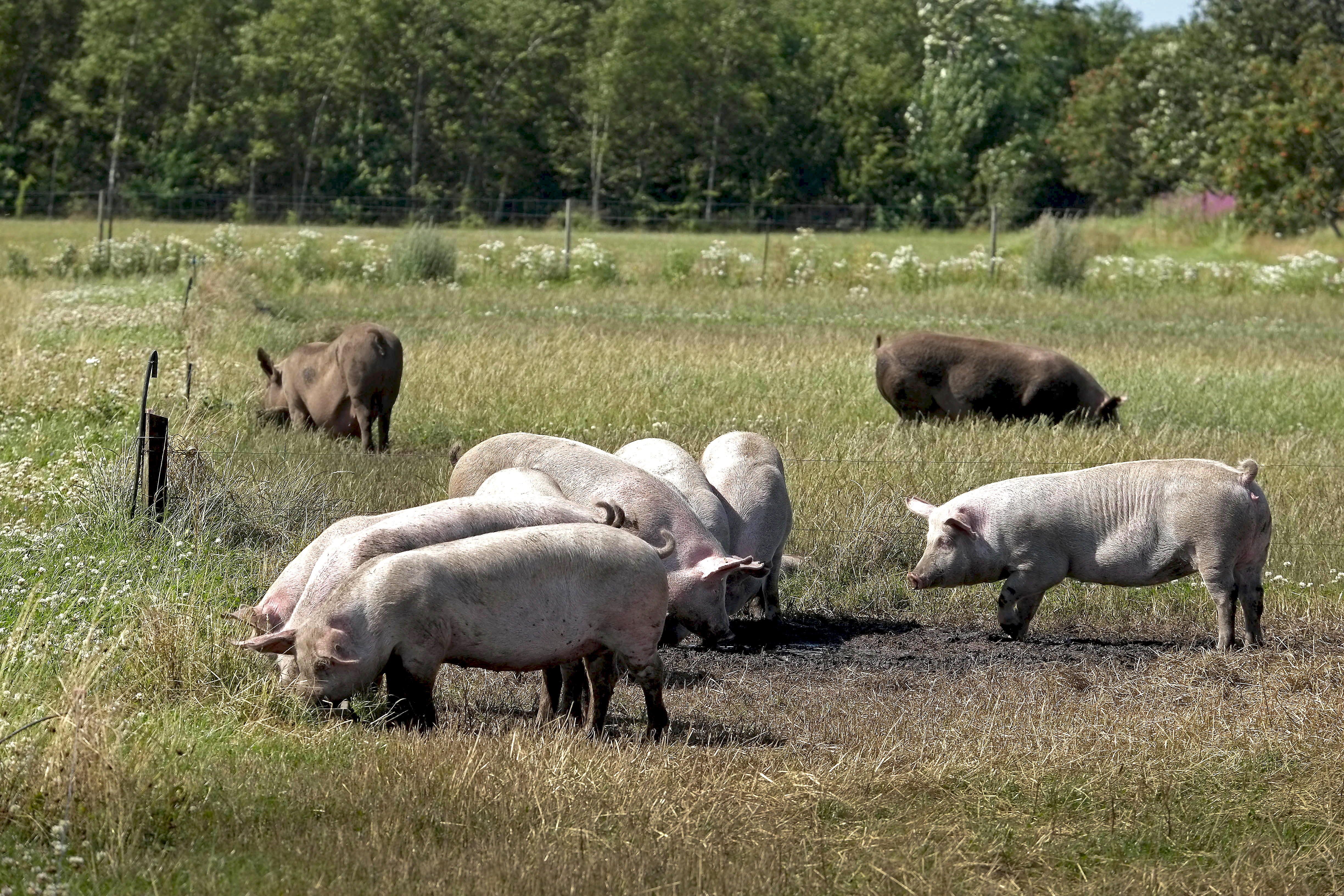
丹麦是猪肉制品的主要生产国和出口国。

1797年丹麦进口关税的自由化标志着重商主义（贸易保护主义）的终结，而19世纪和20世纪初进一步的贸易自由化确立了丹麦国际贸易的自由主义传统，这一传统一直维持到1930年代。由于美国竞争导致1870年后农产品价格大幅下降，德国和法国等其他国家因而加强了对本国农业的保护，然而丹麦仍保留其自由贸易政策，因为该国在廉价谷物的大量进口中获利颇丰（作为牛和猪的饲料），这些饲料的输入加大了丹麦黄油和肉类的出口。如今，丹麦是拥有超过5.08亿消费者的欧盟内部市场的一部分。一些国内商业政策是由欧盟成员国之间的协议和欧盟的立法决定的。丹麦公众对自由贸易的支持度很高：在2016年的一项民意调查中，57%的受访者将全球化视为机遇，仅18%的受访者将其视为威胁。丹麦经济高度依附于欧盟，其贸易流有超过70％是与欧盟国家的合作。截至2017年，丹麦最大的出口伙伴是德国、瑞典、英国和美国。
丹麦货币克朗 (DKK) 通过欧洲汇率机制与欧元挂钩，兑换率约为7.46丹麦克朗/欧元。尽管2000年9月的全民公投使丹麦未采用欧元，该国依然遵循欧盟经济和货币联盟 (EMU) 制定的政策，并采用欧元所需的经济趋同标准。尽管议会中的大多数政党都支持加入经济和货币联盟，但自2010年以来的民意调查始终显示多数人反对采用欧元。2018年5月，欧洲晴雨表民调显示有29%的丹麦受访者表示支持采用欧元，然而65%的人反对此提议。
按营业额排名，丹麦前几大的公司分别为：马士基（国际航运）、诺和诺德（制药）、ISS集团（设施服务）、维斯塔斯（风力涡轮机）、阿尔勒（乳制品）、DSV（运输）、嘉士伯（啤酒）、索林集团（零售）、沃旭能源（电力）、丹斯克银行。
丹麦政府2023年侧重点在于增加对能源经销商的税收。

### 政策
丹麦是一个高税收的福利国家，因而丹麦人生活水平很高，政府也为居民提供了广泛的福利。丹麦的企业税率为 22%，并为外籍人士提供特殊的有时限的税收制度。丹麦的税收制度基础广泛，除消费税、所得税和其他费用外，还征收 25% 的增值税。2017年的总体税收水平（所有税收的总和，占GDP的百分比）为46%。丹麦的税收结构（不同税收的相对权重）与经合组织平均水平不同，因为2015年丹麦个人所得税税率高于经合组织，而企业所得税和财产税则低于经合组织平均水平，且没有任何社会保障缴款。丹麦工资税、增值税及其他商品和服务税的比例相当于经合组织的平均水平。
截至2014年，经税率调整后，丹麦约有6%的人口生活在贫困线以下。丹麦的相对贫困率在经合组织成员国中排名倒数第二，低于经合组织11.3%的平均水准。在丹麦，认为自己买不起足够食物的人口比例不到经合组织平均水平的一半。

### 劳动力市场
与其他北欧国家一样，丹麦社会采用了北欧模式，社会民主主义政党影响力较大，将资本主义自由市场与全面的福利国家和强有力的工人组织结合了起来。世界银行表示，由于其广受赞誉的“弹性安全”模式，丹麦拥有欧洲最自由的劳动力市场。雇主可以随时雇用或解雇（弹性）一名雇员，而雇员在无业时，失业补偿相对较高（安全）。根据经合组织的数据，2016年失业人员的初始和长期替代率皆为65%，而经合组织的平均水平为53%。在丹麦注册一个企业可以在几个小时内完成，并且成本非常低。雇员申请加班没有限制，公司可以全年365天、每天24小时无休运营。2017年，丹麦15-64岁人群的就业率为74.2%，在经合组织国家中排名第9，高于经合组织67.8%的平均水平。2017年失业率为5.7%，被认为接近或低于结构性水平。
失业救济金的水平取决于该雇员失业前的就业情况，通常与失业基金挂钩（该基金一般与工会密切相关）以及之前支付的缴款。该资金大约65%来自指定会员捐款，而其余三分之一来自中央政府，因此资金来源最终来自于一般税收。

### 科学技术

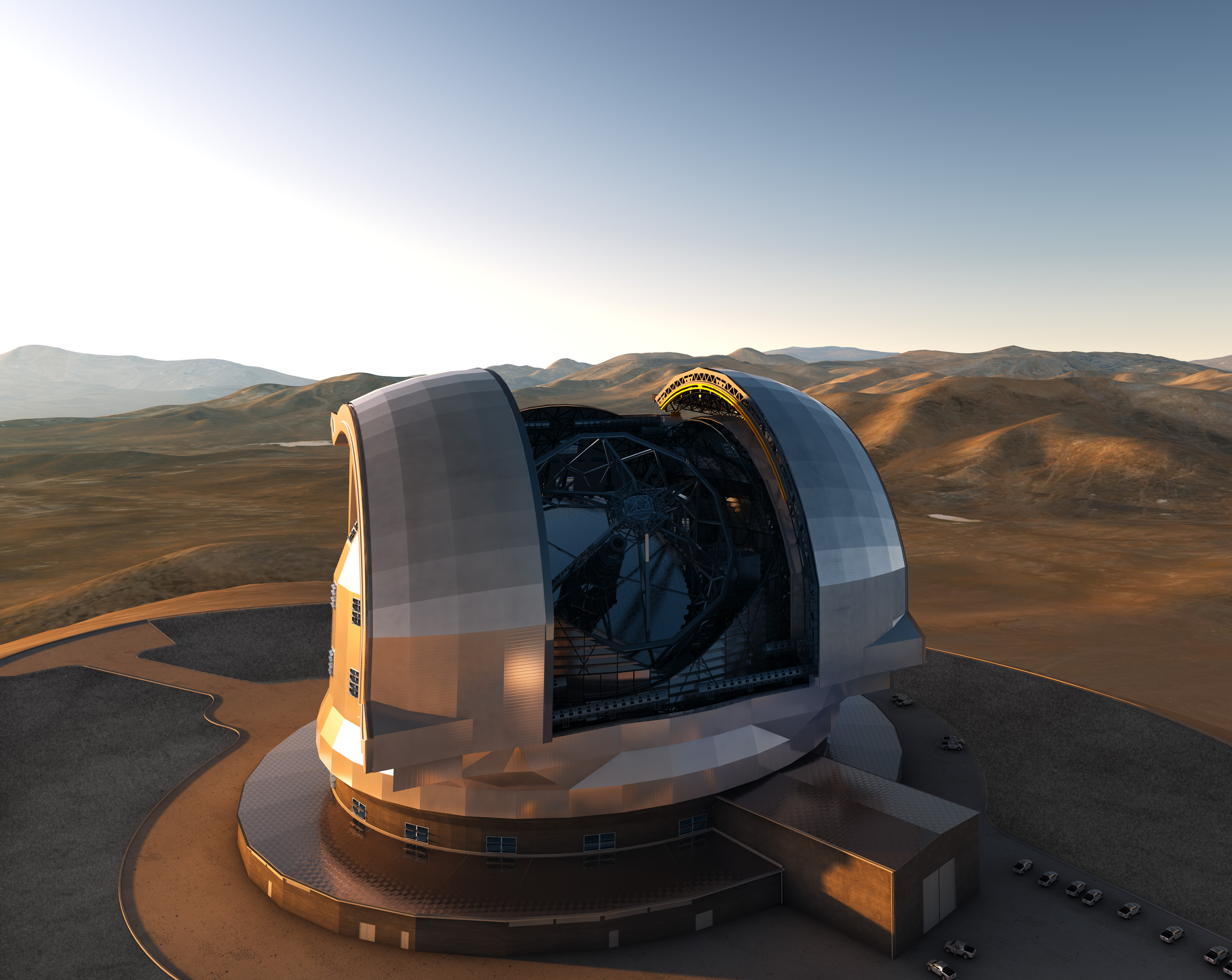
丹麦确认参与欧洲极大望远镜计划，在十年建设期内投资850万欧元。

丹麦在科技的发明和创新的参与方面有着悠久的传统，从科学革命开始，丹麦就是创新和变革之国家中的一员。目前，丹麦正在参与许多备受瞩目的国际科技项目，包括欧洲核子研究组织（CERN)、国际热核聚变实验反应堆（ITER）、欧洲空间局（ESA）、国际空间站（ISS）和欧洲极大望远镜（E-ELT）。丹麦在2022年全球创新指数中排名第10位，不过低于其在2020年的第6位和2019年的第7位。
在航运业丹麦企业很具影响力，设计了世界上最大、最节能的集装箱船“马士基3E级”，丹麦工程师则为MAN柴油机的设计做出了贡献。在软件和电子领域，丹麦为北欧移动电话的设计和制造做出了贡献，现已解散的丹麦企业“DanCall”是最早开发GSM的公司之一。
生命科学是一个已进行了广泛研究和开发的关键领域。2000年，丹麦生物技术公司诺维信（主导了第一代淀粉基生物乙醇酶的全球市场）率先开发了将用于废物转化的酶转化为纤维素乙醇的技术。麦迪康谷位于西兰岛和瑞典之间的厄勒海峡地区，是欧洲最大的生命科学产业群之一，在很小的地理区域内拥有许多生命科学企业和研究机构。
出生于丹麦的计算机专家和软件工程师在世界上一些编程语言中发挥了主导作用：安德斯·海尔斯伯格（Turbo Pascal、Delphi、C#）；拉斯穆斯·勒多夫 (PHP)；比雅尼·斯特劳斯特鲁普(C++)；戴维·汉松（Ruby on Rails）；拉斯·巴克，虚拟机（V8、Java VM、Dart）领域的先驱。物理学家莱娜·豪和她的团队成功在实验中将光速降为0，推动了量子计算、纳米工程和线性光学的进步。

### 能源

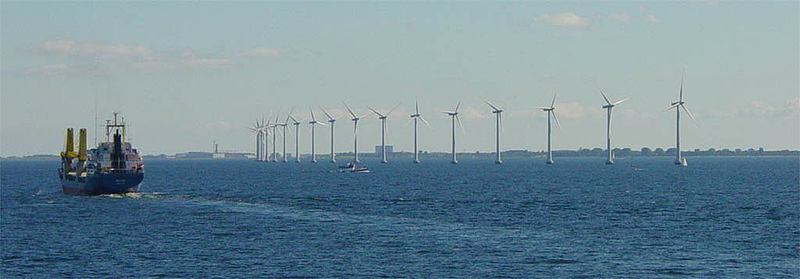
米德尔格伦登，哥本哈根附近的海上风力发电站

丹麦在北海拥有大量石油和天然气资源，20世纪70年代初，该国经济十分依赖进口石油。后来在北海丹麦海域发现了油田和天然气田，丹麦才实现能源方面的自给自足，该国还开始使用燃煤发电厂来供应该国大部分电力。21世纪初，丹麦的电力、石油和天然气出口量超过了进口量。2010年，丹麦在原油净出口国中排名第32。2022年，丹麦是欧盟内部最大产油国，日均产量约10万桶，不过丹麦政府已考虑在2050年之前停止石油开采。丹麦在风电能源等清洁能源领域长期处于领先地位：2015年丹麦风力能源提供了总电力消耗的42.1%。2011年5月，丹麦国内生产总值的3.1%，即约65亿欧元（94亿美元）来自可再生能源提供的效率。丹麦现已禁止建造更多燃煤发电厂，一些工厂开始使用生物燃料。政府还对风力发电厂提供补贴，目前来自风力发电的电力在该国电力系统中所占的比例越来越大。丹麦的输电线路与其他欧洲国家电网相连。
丹麦电力部门已将风电等能源并入丹麦国家电网。丹麦现在致力于交通领域的智能电池系统（V2G）和电动车辆。该国也是国际可再生能源机构（IRENA）的成员国。

## 交通

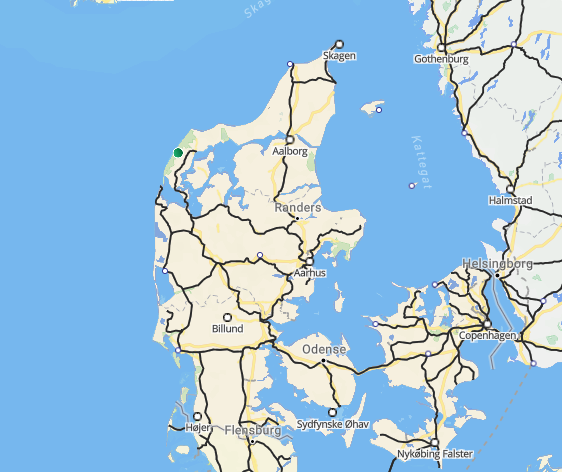
丹麦铁路网

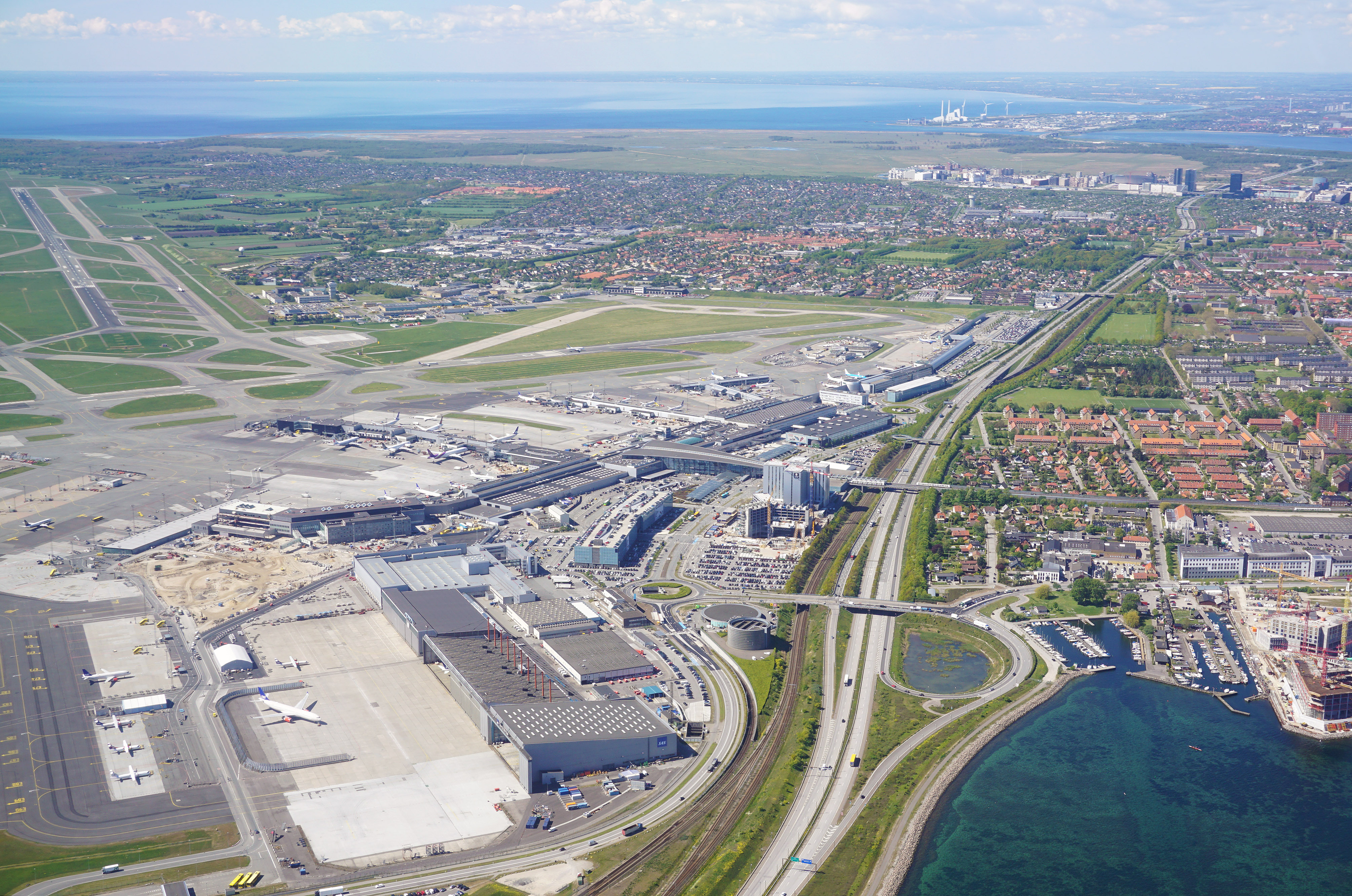
哥本哈根机场是斯堪的纳维亚半岛上客运量最大，欧洲第15大的机场

丹麦在联系各地区之间的公路和铁路方面进行了大量投资，其中最著名的一个部分就是连接西兰岛和菲英岛的大贝尔特桥。 现在可以直接通过高速公路从日德兰半岛北部的腓特烈港驾车前往西兰岛东部的哥本哈根。丹麦主要铁路运营商是提供客运服务的丹麦国家铁路和提供货运的德铁货运，铁路轨道由Banedanmark维护。北海和波罗的海通过各种交织的国际渡轮线路连接在了一起。于2021年开始修建的费马恩海峡隧道是连接丹麦与德国的第二条交通线。哥本哈根拥有哥本哈根地铁以及郊区广布的电气化铁路网——城市快铁。轻轨预计在2020年左右于四个丹麦最大的城市——哥本哈根、奥胡斯、欧登塞、奥尔堡投入运营。
对于年轻人和城市居民而言，骑自行车在丹麦是一种非常常见的交通方式。丹麦拥有完善的自行车基础设施，其自行车道绵延超过12,000公里，全国还包括约7,000千米隔离出来专用的自行车道。
尽管私家车的使用越来越广泛，然而由于高昂的注册税（150%）、增值税（25%）以及世界上几乎最高的所得税，新车在丹麦极为昂贵。征收如此高昂的汽车税，目的是为了抑制丹麦的汽车拥有量。2007年，政府试图通过小幅降低高里程车辆的税收来支持绿色汽车，不过此举收效甚微，2008年，丹麦进口效率低下的燃油车数量不减反增，因为燃油车的成本（包括税收）还在大多数丹麦人的预算之内。截至2011年，丹麦平均车龄为9.2年。
丹麦与挪威和瑞典一样，航空业都是由北欧航空旗下航空公司承包。哥本哈根凯斯楚普机场是斯堪的纳维亚半岛上最繁忙的客运机场，2014年旅客吞吐量超2500万人次。丹麦其他著名机场还有比隆机场、奥尔堡机场、奥胡斯机场等。

## 人口
丹麦各族裔比例 (2020)
根据2020年4月丹麦统计局的数据，总人口为582.5万（2023年2月1日人口已达593.5万）。丹麦是世界人口老龄化最严重的国家之一，人均年龄达到41.9岁，男性人数约为女性的0.97倍。尽管出生率很低，不过人口依靠移民和接收难民得以维持0.59%的正增长。世界快乐报告常年将丹麦列为世界上人民最快乐的国家之一，这主要归功于丹麦优秀的高等教育、完善的医疗保健系统和极小的贫富差距。
族裔方面89.6%为丹麦人后裔，其余10.4％为移民或移民后裔。移民的主要来源为亚洲国家，譬如土耳其、伊拉克、巴基斯坦；以及非洲国家，譬如索马里；还有东南欧巴尔干国家，譬如波斯尼亚和黑塞哥维那。移民中的34％（约20万人）有西方国家背景，66％（约39万人）没有西方国家背景。
因纽特人是格林兰岛的原住民，其群体很早就定居在了加拿大北部、阿拉斯加及格陵兰等北极圈内的地区。18到20世纪70年代初，丹麦政府一直在试图同化因纽特人，鼓励他们融入主流文化，因此今天因纽特氏族中的一些人认同他们的母语为丹麦语。

### 语言
丹麦语是丹麦的法定国语，法罗语和格陵兰语则分别为法罗群岛与格陵兰两地的官方语言。德语在前南日德兰郡（今南丹麦大区的一部分）是被承认的少数民族语言，因为在凡尔赛条约签订之前，这里曾是德意志帝国的一部分。丹麦语及法罗语和冰岛语、瑞典语、挪威语一样都属于印欧语系中的北日耳曼语支（主要分布于北欧地区），因此某种程度上可以相互理解。丹麦语和德语之间的关系就要远得多，后者属于西日耳曼语支，而格林兰语则是一种因纽特语言，与丹麦语毫无联系。
占比相当大（86％）的丹麦人将英语作为自己的第二语言，并且许多人能够相当熟练地使用。德语在丹麦境内是使用第二广泛的外语，约有47％的人能用其进行对话。2007年，丹麦有25900人的母语为德语（主要集中在南日德兰地区）。

### 宗教
至2013年1月，79.1％的丹麦人为丹麦国教——路德宗信徒，相较2012年下降了0.7％，相较2011年下降了1.3％。尽管丹麦国教有着众多信徒，但每周末都去教堂的人不足总人口3％。
丹麦宪法规定皇室成员至少有一名信仰丹麦国教，其他成员可以自由信仰其它宗教。1682年， 丹麦赋予罗马天主教、改革宗和犹太教有限的认可，但改变信仰仍然非法。直到1970年代，改宗才得到丹麦官方认可。现在，宗教团体不需要丹麦政府的认定即可主持婚礼与其它庆典活动。
丹麦穆斯林占总人口的3％，为第二大的宗教群体，因此伊斯兰教成为丹麦最大的少数宗教。至2009年，丹麦共有19个受认可的穆斯林社区。除丹麦国教与伊斯兰教外，其它宗教的信徒占总人口的2%，但没有一个宗教的信徒超过总人口的1％。
根据2010年Eurobarometer民意调查显示，28％的丹麦公民相信上帝的存在，47％表示相信有某种精神或生命力量，24％表示不相信任何精神、上帝或生命力量。

### 教育
丹麦的所有教育项目均由教育部调度并由当地市政部门管理。平民学校（Folkeskole）是丹麦实行义务教育的公立学校，大多数儿童在6至16岁之间就读10年，相当于小学和初中教育。这种学校不设期末考试，但学生可以选择在九年级（14-15 岁）结束后参加一次评级测试。如果学生要参加进阶教育，则必须进行该测试。学生在丹麦也选择可以就读自由学校(friskole)或私立学校(privatskole)，例如基督教或华德福教育。
义务教育结束后，丹麦学生有多种继续教育的选择：中学（STX）重视人文与科学的混合教学，高等技术考试（HTX）侧重于理科，高级商业考试项目侧重于经济学科。高等预科考试 (HF) 与中学 (STX) 类似，但时间短一年。对于特定职业，丹麦也提供职业教育，通过教学和学徒工相结合的方式进行培训。
根据政府的记录，丹麦进阶教育（包括中学和高等预科考试）毕业率为95%，高等教育入学率和毕业率为60%。丹麦的所有大学和学院都是免费的，注册课程无需缴纳学费。18岁或以上的学生可以申请国家教育支持补助金（Statens Uddannelsesstøtte (SU)），学生每月都可以领取固定金额的补助金。国际生在丹麦大学还有机会获得国际认可的资质证明。在学士、硕士、博士和交换生的许多课程中，可以用学界通用的英语授课。

### 名人
- 安徒生
- 尼尔斯·玻尔
- 卡罗琳·沃兹尼亚奇
- 迈克学摇滚
- 拉斯·冯·提尔
- 麦斯·米科尔森

## 体育

### 羽毛球
丹麦被列为五大羽毛球强国之一，經常都会出現羽壇名將。有些更在奥运会赛场上曾夺得冠军，如波尔-埃里克·赫耶尔·拉尔森、维克托·阿萨尔森(中文名：安赛龙)，以及多位世界冠军，如卡米拉·马尔廷、卡米拉·吕特·尤尔等名将。此外，在团体赛方面，丹麦国家羽毛球队在2016年湯姆斯盃决赛中，打败同为五大强国的亚洲强队印度尼西亚国家羽毛球队，首次夺得该项目的男子团体冠军。

### 足球
丹麥超級足球聯賽、丹麥國家隊都是丹麥人會看的足球比賽。丹麥現今有不少超級球星，例如：馬田·比夫韋治、基斯甸艾歷臣等。

## 医疗
与挪威和瑞典一样，丹麦建立了由税收支撑的医疗保险系统。该系统的运营主要依靠本地市政税收与大区财政拨款。丹麦每年在医疗上的花费占GDP总额的9.8％。丹麦人平均寿命为78.6岁，平均每名医生服务294人。根据 LPI（Legatum Prosperity Index）和 HCI（医疗保健指数 - Health Care Index），丹麦是拥有最佳医疗保健系统的国家之一。

## 文化
丹麥文化是西方文化之一，它在藝術上成就頗高，與丹麥社會和日常生活密不可分。謙遜、守時和社會平等是丹麥文化的重要組成部份。在丹麥，試圖將某人與眾人彼此區分就可能引起敵意，這違反了已經幾乎是斯堪的納維亞非官方法典的鐵則詹代法則。丹麥政府為文化和藝術創作提供了大量的基金，其中很多是由地方政府來管理的，因此丹麥平民也直接參與到了其中。
丹麥有著豐富的文化和知識遺產。科學領域有第谷·布拉赫、路德維格·A·柯丁、尼爾斯·玻爾，文學領域有漢斯·克里斯蒂安·安徒生、索倫·奧貝·基爾克果、凱倫·白烈森（筆名伊莎·丹尼森）、路德維格·霍爾伯格、亨利克·蓬托皮丹、皮亞特·海恩、赫爾曼·邦，音樂界有卡爾·尼爾森、Michael Learns to Rock等，卡爾·希歐多爾·德萊葉和拉斯·馮·提爾等導演的電影也都是國際知名的。
丹麥首都哥本哈根也有諸多經典與名勝，例如趣伏里公園、阿馬林堡宮、克里斯欽堡宮、聖母教堂、羅森堡宮、哥本哈根歌劇院、腓特烈教堂、托瓦爾森博物館、圓塔和美人魚雕像等。
| 日期             | 中文名     | 当地名              | 备注                             |
| ---------------- | ---------- | ------------------- | -------------------------------- |
| 1月1日           | 元旦       | Nytarsdag           |                                  |
| 复活节前的星期四 | 設立圣餐日 | Skærtorsdag         |                                  |
| 复活节前的星期五 | 耶稣受难日 | Langfredag          |                                  |
| 3月／4月         | 复活节     | Påskesøndag         | 丹麦人庆祝3天复活节              |
| 复活节后的第一天 | 復活節翌日 | 2. Påskedag         |                                  |
| 5月1日           | 劳动节     | Arbejdernes kampdag | 不是所有的人都放假               |
| 6月5日           | 宪法日     | Grundlovsdag        | 1849年的这一天丹麦宪法正式签署。 |
| 不定             |            | St. Bededag         | 将一些小的基督教节日放在一起过   |
| 复活节后40天     | 耶稣升天节 | Kr. Himmelfartsdag  |                                  |
| 复活节后7周      | 圣灵降临节 | Pinse               | 丹麦人庆祝2天圣灵降临节          |
| 12月24日         | 平安夜     | Juleaften           | 孩子们在圣诞夜获得圣诞礼物       |
| 12月25日         | 圣诞节     | Juledag             | 圣诞节放假3天                    |
| 12月26日         | 聖誕節翌日 | 2. Juledag          |                                  |

丹麦人喜欢用花做礼物，以表示感谢。逢婚、丧送白花，其他时候忌送白花。喜欢自行车，常用作交通工具，平均不到2人拥有1辆自行车。丹麦人家里有客人来的时候，习惯升国旗。
足球是丹麥的国民运动。丹麦国家足球队在1984到2004年间曾6次进入欧洲足球锦标赛决赛圈，并在1992年获得冠军。丹麦歷史上曾出現過大量的世界級運動員，包括米歇爾·勞德魯普和布莱恩·劳德鲁普兄弟，世界最佳門將之一的舒梅切尔，丹尼尔·阿格，容·达尔·托马森，尼克拉斯·本特纳和托马斯·赫尔维格等。
近年丹麦在自行车比赛中表现突出。丹麦自行车运动员比雅尼里斯曾获得1996年环法大赛冠军，迈克拉斯姆森在2005年和2006年两度获得山地之王称号。丹麦国家队在2006年和2008年夺得自行车竞速世界杯冠军。
- 國旗

1219年，丹麦国王曾经为教宗远征爱沙尼亚的异教徒，国王克里斯帝安·卡玛德带领在战况不利下祈祷胜利，一面红白十字的旗帜从天而降，顿时丹军士气大增，战况亦大为好转，这面旗子成为了丹麦国旗。据说这面国旗是世界上最早的第一面国旗，后来欧洲各信仰基督教的国家制定国旗都是依据丹麦国旗的原则，今天的斯堪地納維亞国家仍然沿用。

世界上最早的国旗，丹麦国旗

## 延伸阅读
[在维基数据编辑]
 《清史稿/卷159》，出自趙爾巽《清史稿》

## 外部連結

#### 政府资讯
- 丹麦政府（页面存档备份，存于）
- 丹麦议会 （页面存档备份，存于）

#### 其他资讯
- 丹麦 （页面存档备份，存于）从世界银行（The World Bank）

- 丹麦 （页面存档备份，存于）从欧盟（EU）

- 丹麦 （页面存档备份，存于）从大英百科全书（Brittnnica）条目